# Місто як бренд
«Брендинг міста — це теорія та кейси, які досліджують міський брендинг та надають цікаві приклади, які ілюструють різноманітні підходи
амбітних міст». Ця тема є новою і надзвичайно актуальною сьогодні. Зважаючи на те, що у 2002-ому році Саймон Анхольт вперше вжив термін «брендинг міст», то ця галузь зараз активно досліджується. Науковець писав про потребу одних міст конкурувати з іншими, зазначаючи, що: «Швидкий процес глобалізації означає, що кожна країна, кожне місто та кожен регіон повинні конкурувати з кожними іншими за частку споживачів, туристів, інвесторів, студентів, підприємців, міжнародні спортивні, та культурні заходи, а також за увагу й повагу міжнародних ЗМІ, інших урядів, та людей». Кожне місто повинне мати свою унікальну ідентичність та відмінність від інших міст. За словами Саймона Анхольта, сприйняття бренду — це його імідж, він існує в свідомості аудиторії Для міста важлива його репутація, бо вона створює певний образ міста. Інший дослідник цієї галузі, Кіт Дінні, розмірковував про те, чи відіграє важливе значення назва міста. Науковець писав: «Рівень поваги, який викликає назва міста, безпосередньо впливає на здоров'я його туризму, економічний розвиток, престиж та повагу». Назва міста повинна асоціюватись у людей з тим містом, куди вони їдуть. «Частина складності міського бренду є з їх зобов'язанням задовольняти потреби цілого спектру кардинально різних цільових аудиторій», — пише у своїй праці дослідник. Щоб створити успішний бренд території, то потрібно брати до уваги інтереси всіх зацікавлених сторін. Необхідно, щоб місцеві жителі ідентифікували себе зі своїм місто. «Для того, щоб розвинути сильний бренд, політики повинні визначити чіткий набір атрибутів бренду, якими володіє місто і які можуть стати основою для сприйняття позитивних уявлень про місто для різних авдиторій». Потрібно завжди пам'ятати, що унікальної стратегії брендингу не існує, а кожна стратегія повинна бути підібрана індивідуально для певного міста. Це постійне завдання і воно потребує багато зусиль. Світ надзвичайно динамічний і все змінюється, тому потрібно слідкувати за світовими тенденціями і застосувати досвід інших міст у своєму місті. «Міста залежать від своїх мешканців економічно, соціально, культурно та екологічно». Тому, саме місцеві жителі відіграють надзвичайну важливу роль у житті населеного пункту.